# Alpinia pricei
Alpinia pricei là một loài thực vật có hoa trong họ Gừng. Loài này được Hayata mô tả khoa học đầu tiên năm 1915.

## Hình ảnh

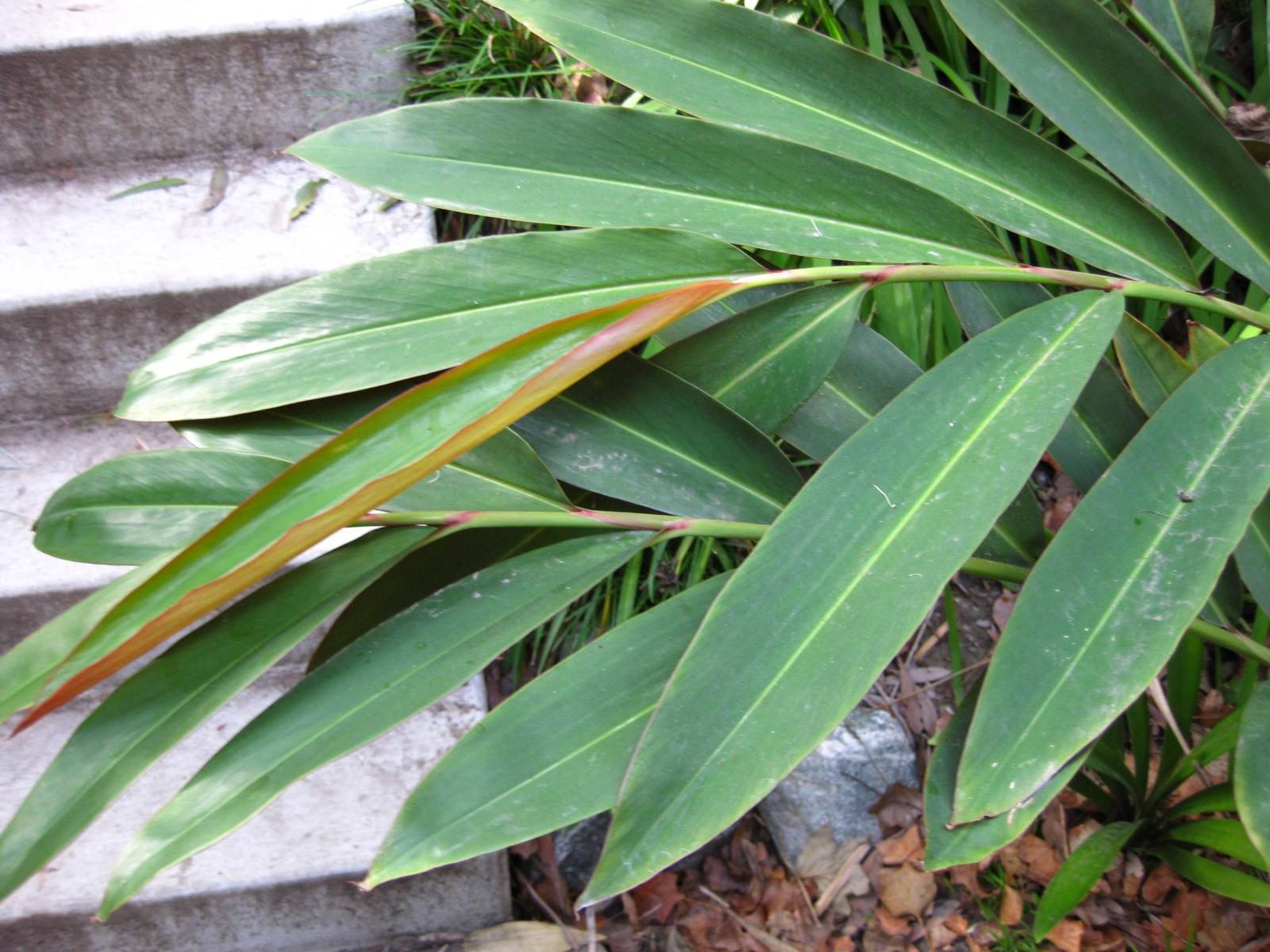
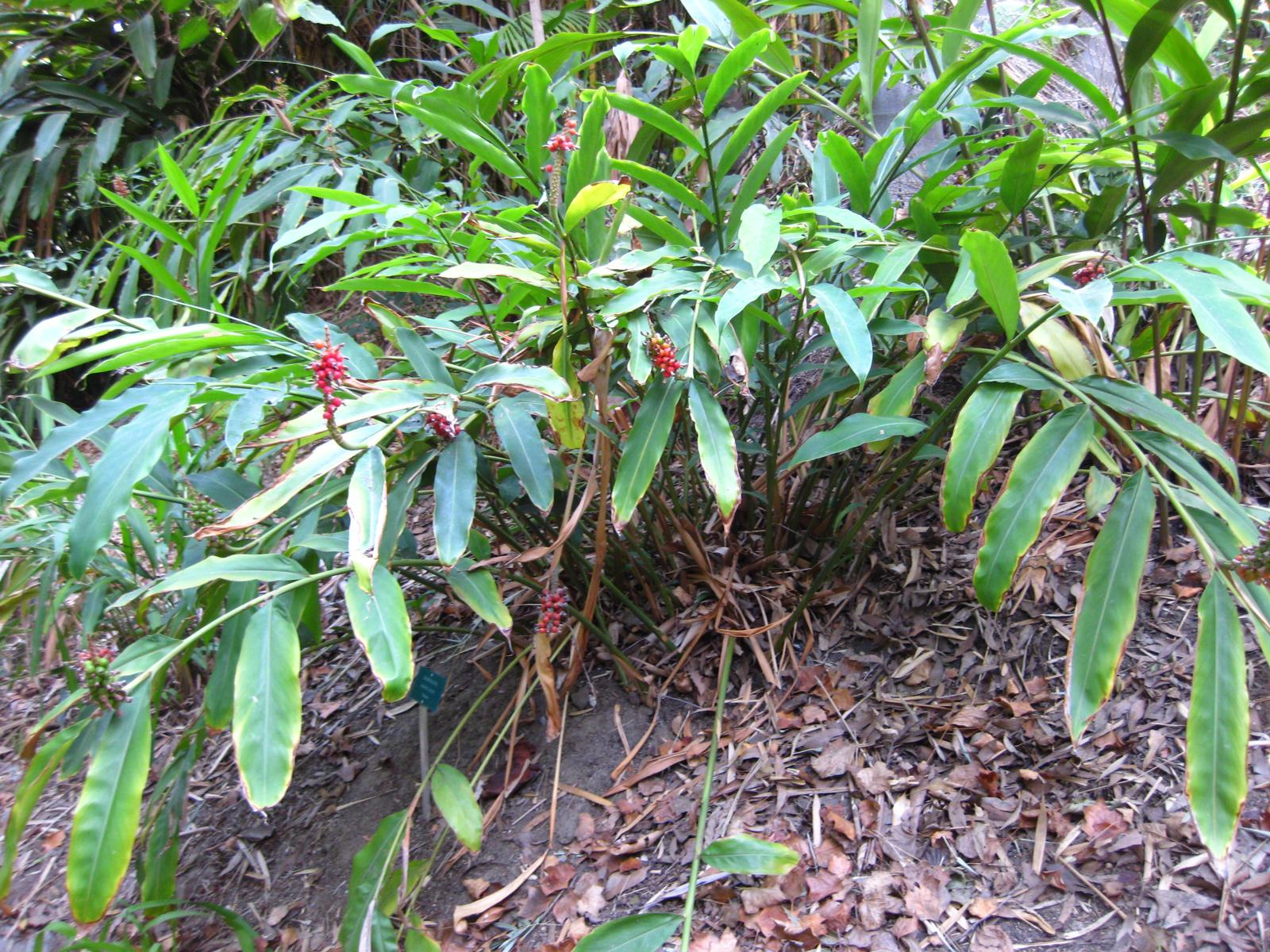
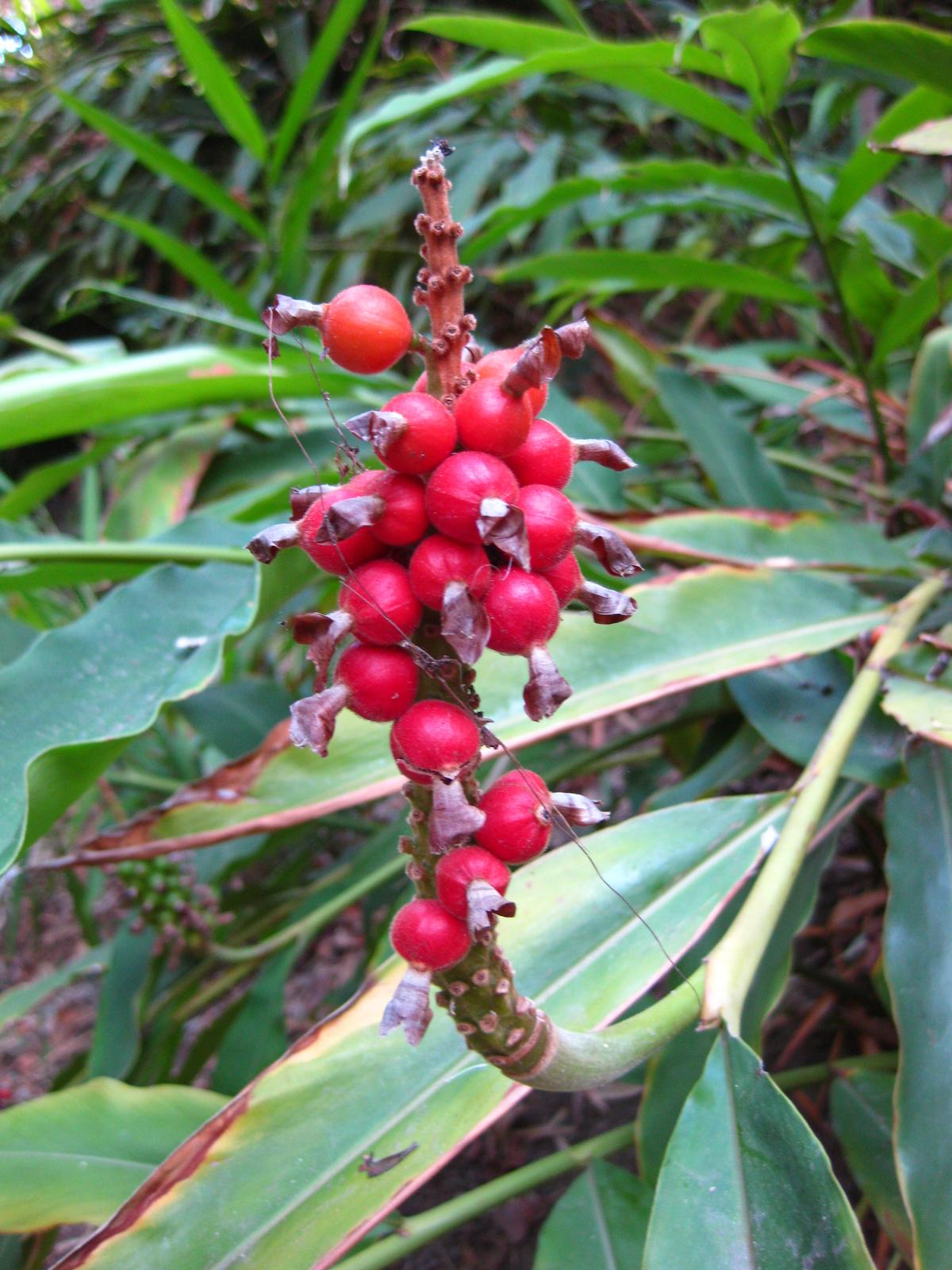
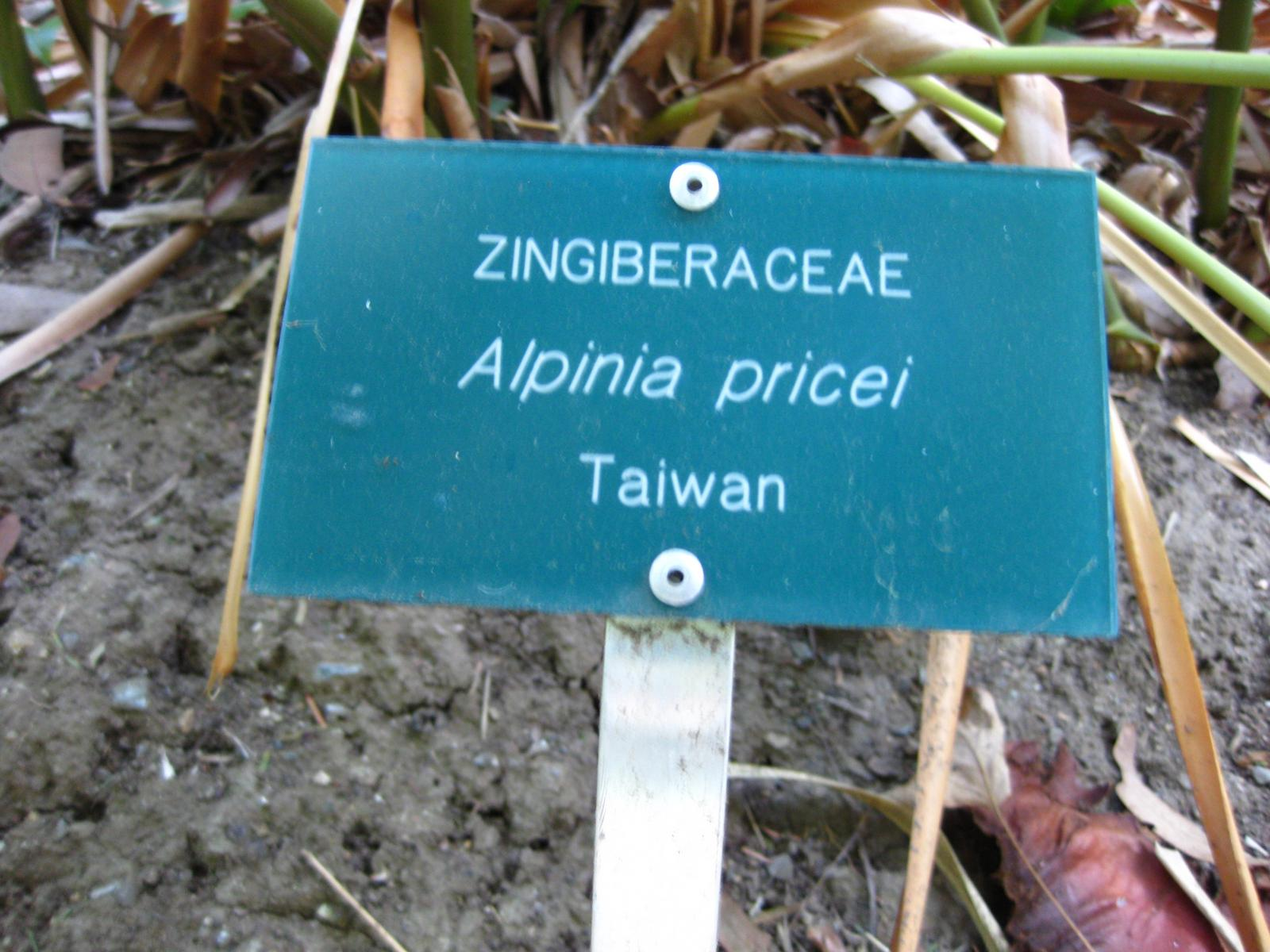